# Je n'aime que toi (film, 1949)
Pour le film québécois de 2004, voir Je n'aime que toi (film, 2004).
Pour plus de détails, voir Fiche technique et Distribution.
Je n'aime que toi est un film français réalisé par Pierre Montazel, sorti en 1949.

## Synopsis
Irène a épousé Renaldo Cortez, chanteur adulé qui ne vit que pour son art. Dans son ombre, Arthur Bidois surveille les faits et gestes d'Irène et lorsque celle-ci, excédée, part avec un jeune homme prénommé Gérard, c'est Bidois qui est chargé par Renaldo de la retrouver. L'ami fidèle accomplit sa mission avec brio et réussit à réconcilier Irène et Renaldo.

## Fiche technique
- Titre : Je n'aime que toi
- Réalisation : Pierre Montazel
- Scénario : Pierre Montazel d'après la pièce de Jean Montazel, Le Suiveur de Madame
- Décors : Jean d'Eaubonne
- Maquillage : Hagop Arakelian
- Photographie : Roger Dormoy
- Son : Jean Bertrand
- Montage : Madeleine Gug
- Musique : Francis Lopez (éditions Paul Beuscher)
  - Chansons : Raymond Vincy (paroles), Roger Lucchesi, Francis Lopez et Henry Rys (musique)
- Chorégraphie : Juanita Garcia
- Production : Guy Lacour, Paul Pantaléon
- Société de production : Les Films Gloria
- Sociétés de distribution : Dispas, Sonodis
- Format : noir et blanc - 35 mm - 1,37:1 - son mono
- Genre : Comédie, comédie musicale
- Durée : 93 minutes
- Dates de sortie : 
  - France : 30 juin 1949.
  - Sortie à Paris le 17 mars 1950 aux cinémas Eldorado, Lynx et Olympia[1].
- Visa d'exploitation : 8703

## Distribution
- Luis Mariano : don Renaldo Cortez
- Martine Carol : Irène, sa femme
- André Le Gall : Gérard
- Robert Dhéry : Arthur Bidois
- Raymond Bussières : Ernest, valet de chambre de don Renaldo
- Annette Poivre : Julia, servante de don Renaldo
- Edmond Ardisson : le chauffeur
- Pauline Carton : Aurélie, cuisinière de don Renaldo
- Colette Brosset : Monrival, impresario de don Renaldo
- René Berthier : le secrétaire de don Renaldo
- Louis de Funès : le pianiste de l'orchestre à la répétition
- Paul Azaïs : le compositeur
- Gaston Orbal : le maître d'hôtel du Négresco
- Roger Saget : le présentateur
- Jean Carmet : le père affolé
- Henri Hennery : le directeur de la radio
- Joe Davray : un garçon de café du Négresco
- Albert Michel : un garçon de café du Négresco
- Maurice Regamey : un journaliste
- Jean Richard : un passager de l'avion
- Émile Genevois : le laitier
- Roger Pierre : un journaliste d'Ici Paris
- Jean-Marc Thibault : un journaliste d'Ici Paris
- Pierrette Rossi : une admiratrice
- Colette Georges : une admiratrice
- The Hot d'Dee and d'Dee : les danseurs
- Van Doude
- Hubert Rostaing et son orchestre
- Bluebell Girls